# Международный аэропорт Фукуок
Аэропорт Фукуок (вьет. Sân bay quốc tế Phú Quốc, ИАТА: PQC, ИКАО: VVPQ) — вьетнамский коммерческий аэропорт, расположенный на острове Фукуок, провинция Кьензянг.
Строительство аэропорта было завершено в декабре 2012 года. Аэропорт способен обслуживать 7 млн пассажиров в год. 

## Общие сведения
Аэропорт Фукуок находится в трёхстах километрах от крупнейшего в стране международного аэропорта Таншоннят, в ста тридцати километрах от аэропорта Ратьзя, в ста девяноста километрах от международного аэропорта Кантхо, в двухстах километрах от аэропорта Камау и в пятисот сорока километрах от международного аэропорта Льенкхыонг[уточнить].
Туристическая индустрия острова Фукуок развивается быстрыми темпами, поэтому властями провинции был принят план по строительству нового международного аэропорта взамен старого аэропорта Зыонгдонг. Стоимость работ оценивалась в 970 миллионов долларов США. По плану, инфраструктура нового аэропорта должна размещаться на территории в восемь квадратных километров. В эксплуатацию планировалось ввести взлётно-посадочную полосу размером 3000х50 метров, способную принимать пассажирские лайнеры класса Airbus A320. Максимальная пропускная способность нового аэропорта на первом этапе — семь миллионов пассажиров в год.

## Авиакомпании и пункты назначения
Строительство было завершено, и новый аэропорт начал функционировать, заменив старый.
- Bamboo Airways: Ханой
- Vietnam Airlines: Ханой, Хошимин, Кантхо, Ратьзя.
- Jetstar Pacific Airlines: Хошимин, Дананг
- VietJet Air: Ханой, Хошимин, Сеул, Гонконг
- Air Asia: Куала-Лумпур
- Bangkok Airways: Бангкок
- Azur Air: Красноярск